# Santa Eulàlia (Conca de Dalt)
Santa Eulàlia és un paratge del Pallars Jussà situat en el terme municipal de Conca de Dalt, dins del territori de l'antic terme de Toralla i Serradell, al Pallars Jussà, en terres del poble de Serradell.
Està situat a la zona occidental del terme, a ponent de Serradell i a la dreta de la llau del Cornàs. És a llevant del Turó de Santa Eulàlia la Vella i al sud-est del lloc on hi ha les restes de l'església romànica de Santa Eulàlia la Vella de Serradell. Es troba al sud de la Plana de Pujol i al nord del Turó del Migdia.